# La Torrassa (Alp)
La Torrassa és un monument del municipi d'Alp (Cerdanya) declarat bé cultural d'interès nacional.

## Descripció
Torre de guaita quadrada força malmesa sobre la vall de la Molina i del riu d'Alp al peu de la N-260. És a 1.500 metres d'altitud snm.
De planta quadrangular. La construcció és feta amb pedra del país, de format irregular i negrenca, que basteix unes filades desiguals. Les cantonades subsistents de la torre lliguen el difícil carreuat i permeten una consistència que, altrament, és apreciable a les obertures que manté l'obra, en avançat estat de ruïna. Les parets, a un metre d'alçada, tenen 110 cm de gruix.

## Història
A l'edat mitjana, Alp fou cap de la vall on hi havia els pobles de Saltèguel, Sagramorta i Ovella, avui inexistents, i, des del seu enclavament privilegiat, vigilava el passatge, aleshores de molt de trànsit. Hi ha esment com "castell de Saltèguel" al segle xiv. L'any 1373 Jaume Roger de Pallars, hereu d'Hug de Mataplana, fill de Ramon d'Urtx, s'intitulava Senyor de les parròquies de Sant Martí de Saltèguel, Santa Maria d'Ovella i Sant Vicenç de Sagramorta, i la vall de Toses li era pròpia. El mateix any la va vendre a Joan de Laçara i l'hereu i germà d'aquest, Rere, el febrer de l'any 1393 la vengué a la vila de Puigcerdà, que hi conserva encara el bosc comunal conegut per l'avetar. És possible que el cognom Laçara sigui, en realitat, Lluçà.

## Galeria d'imatges

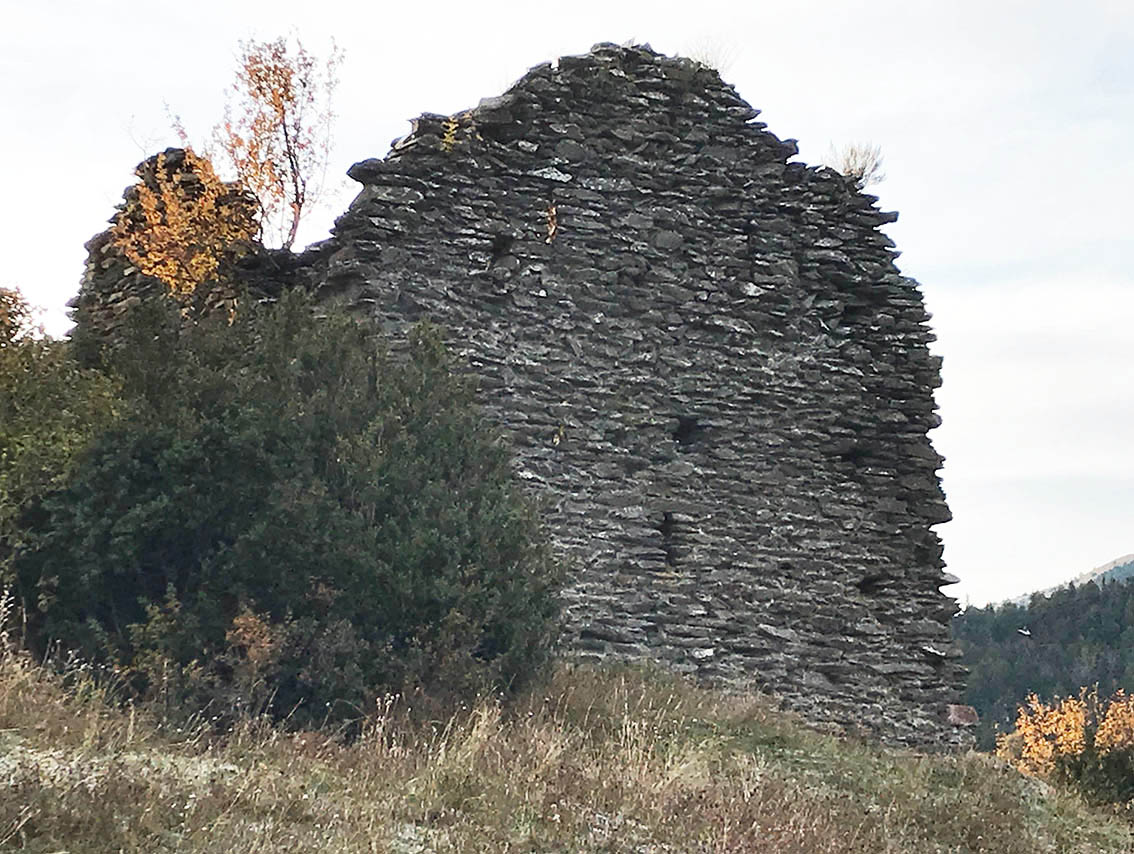
La Torrassa d'Alp. Façana encarada vers el Nord.
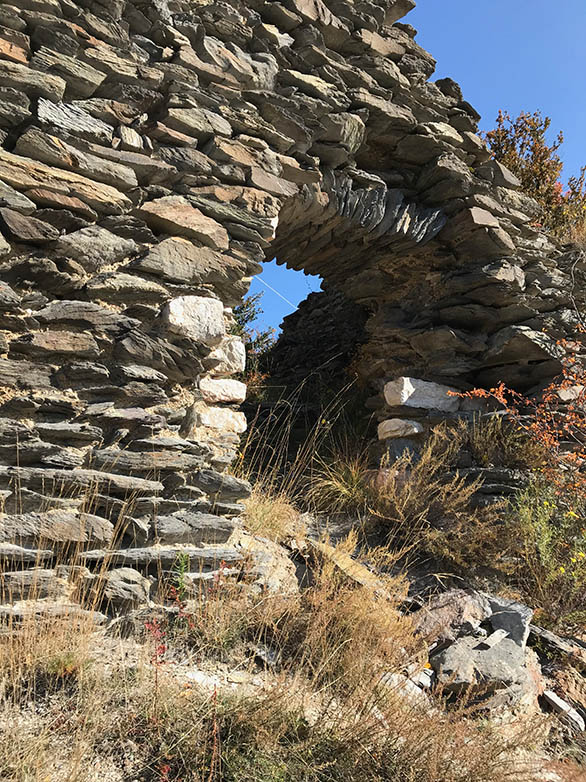
Entrada.
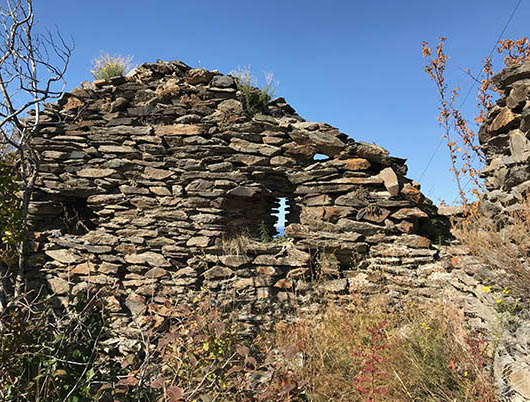
Troneres vers el Nord, des de l'interior.